# Agelasta glabrofasciata
Agelasta glabrofasciata là một loài bọ cánh cứng trong họ Cerambycidae.